# Constante de Lévy
En matemáticas la constante de Lévy (a veces también llamada constante de Khinchin–Lévy) ocurre en una expresión para el comportamiento asintótico de los denominadores de los convergentes de una fracción continua.
En 1935, el  matemático soviético Aleksandr Khinchin demostró que los denominadores qn de los convergentes de las expansiones en fracción continua de casi todos los números reales satisfacen la relación:
{\displaystyle \lim _{n\to \infty }{q_{n}}^{1/n}=\gamma }
para alguna constante γ. Un poco después, en 1936, el matemático francés Paul Lévy encontró la expresión explícita para la constante, a saber:
{\displaystyle \gamma =e^{\pi ^{2}/(12\ln 2)}=3,275822918721811159787681882\ldots }
El término «constante de Lévy» se usa algunas veces para referirse a {\displaystyle \pi ^{2}/(12\ln 2)} (el logaritmo natural de la expresión anterior), que es aproximadamente igual a 1.1865691104…
El logaritmo en base 10 de la constante de Lévy que es aproximadamente 0,51532941…, es la mitad del recíproco del límite en el teorema de Lochs.